# Keyes
Keyes (Key-yus, Keyuhues), pleme Alacalufan Indijanaca koje je u doba španjolske konkviste obitavalo u arhipelagu jušnog Čilea. Keyes ili Keyuhues bili su jezično i kulturno srodni Alacalufima, vješti kanuisti koji su živjeli od ribarenja i sakupljanja mekušaca uz obalu.